# Юкон Квест
 Юкон Квест  (англ.  Yukon Quest ) — международные гонки на собачьих упряжках между городами Уайтхорс территория Юкон, Канада и Фэрбанкс, штат Аляска, США. Длина маршрута составляет 1000 миль (1600 км). Проводятся ежегодно в феврале месяце. Юкон Квест часто называют самой трудной гонкой собачьих упряжек в мире. С 1984 года в Юкон Квест приняло участие 353 человека из 11 стран, некоторые выступали неоднократно.

## Маршрут
Гонка проводится по замёрзшим рекам, пересекает четыре горных хребта. Маршрут пролегает по малонаселённой местности. В это время года температура обычно опускается до минус 50 °C, часто дует сильный ледяной ветер. Длина трассы гонки изменялась от 1482 км (921 миля) в 2003 году, до 1646 км (1023 мили) в 1998 году. Места старта и финиша чередуются: в чётные годы проводится гонка от Фэрбанкса до Уайтхорса, в нечётные годы, наоборот, от Уайтхорса до Фэрбанкса. На карте красными кружками обозначены контрольные пункты: Уайтхорс, Брэберн, Кармакс, Пелли-Кроссинг, Доусон-Сити, Игл, Серкл, Сентрал, Ту-Риверс и Фэрбанкс.
Маршрут гонки немного варьируется от года к году, в зависимости от состояния льда на реках и погодных условий. Также в феврале (или между январём и февралём) по части дистанции гонки проводится ультрамарафонское легкоатлетическое соревнование Yukon Arctic Ultra (в чётные годы максимальная дистанция 300 миль в нечётные — 430, то есть расстояние от Уайтхорс до Доусона).

## История
В апреле 1983 года четыре молодых аляскинца выдвинули идею провести гонку на ездовых собаках между Фэрбанкс и Уайтхорс, чтобы её маршрут совпадал с историческим маршрутом доставки почты и грузов в эпоху Клондайкской золотой лихорадки в 90-е годы XIX века. Были разработаны правила проведения гонки, намечены десять контрольных пунктов. В упряжке должно быть не более 12 собак, причём, по ходу гонки, их запрещалось менять. Разрешалось брать на каждую собаку по 11 кг еды (всего 136 кг) на этап от одного контрольного пункта до другого. Вступительный взнос составлял 500 долларов. Гонка получила название Юкон Квест (Yukon Quest).
В первой гонке в 1984 году приняло участие 26 упряжек. Победу одержал Сони Линднер (Sonny Lindner).
С 2000 года в дополнение к главной 1000 мильной гонке проводятся две более короткие гонки — Юниорский Юкон Квест и Юкон Квест 300. Юниорский Юкон Квест — это соревнование каюров в возрасте от 14 до 18 лет. Длина трассы меньше — 135 миль (217 км). Старт и финиш всегда проходят в Фэрбанксе. Юкон Квест 300 — 300-мильная (483 км) гонка, проходящая по маршруту главной 1000 мильной гонки. Юкон Квест 300 тоже меняет место старта и финиша, как и главная гонка, и задумана как гонка для менее опытных каюров. Является квалификационной гонкой для Iditarod Trail Sled Dog Race и для Юкон Квест следующего года.

## Достижения
Четырёхкратным победителем Юкон Квест является Лэнс Макки. Самое быстрое время победителя было установлено Хансом Гаттом в 2010 году — 9 дней и 26 минут, который также стал четырёхкратным победителем. Самое медленное время победителя было показано Ти Халворсеном в 1988 году — 20 дней, 8 часов и 29 минут. В 2000 году Алий Зиркле стала первой женщиной выигравшей гонку с результатом 10 дней, 22 часа и 57 минут.

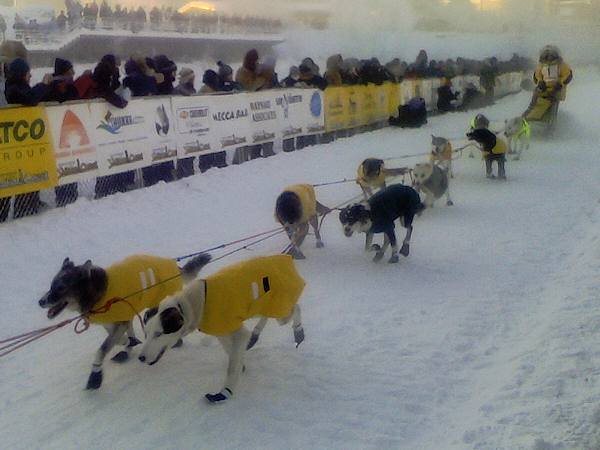
Старт в Фэрбанкс в 2008 году

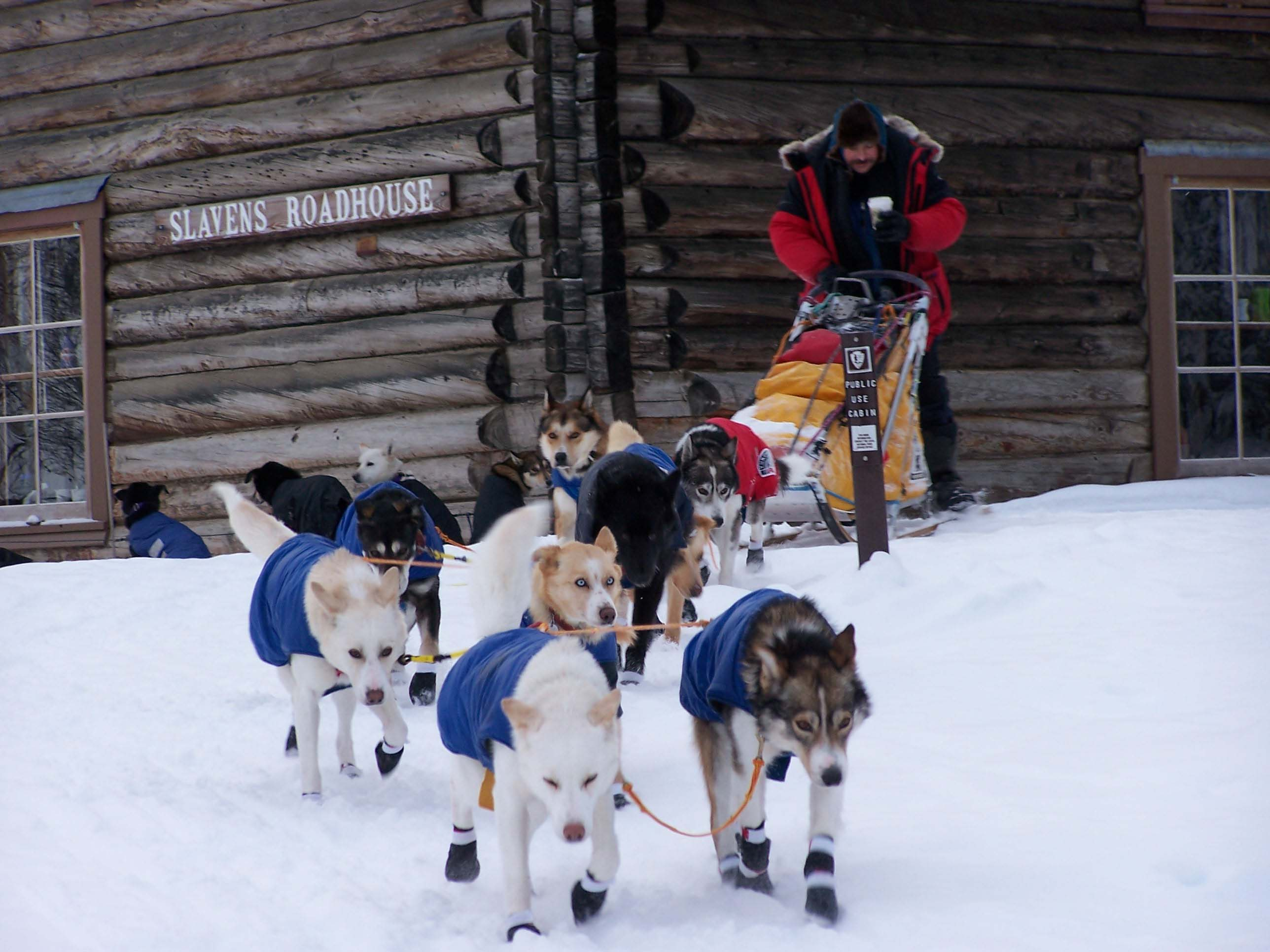
Упряжка покидает контрольный пункт

## Победители Юкон Квест
| Год  | Каюр             | Происхождение              | Страна |
| ---- | ---------------- | -------------------------- | ------ |
| 1984 | Сони Линднер     | Делта-Джанкшен, Аляска     | США    |
| 1985 | Джо Рюнян        | Танана, Аляска             | США    |
| 1986 | Брюс Джонсон     | Атлин, Британская Колумбия | Канада |
| 1987 | Билл Коттер      | Ненана, Аляска             | США    |
| 1988 | Дэйв Монсон      | Мэнли-Хот-Спрингс, Аляска  | США    |
| 1989 | Джефф Кинг       | Денали-Парк, Аляска        | США    |
| 1990 | Верн Халтер      | Траппер-Крик, Аляска       | США    |
| 1991 | Чарли Боулдинг   | Мэнли-Хот-Спрингс, Аляска  | США    |
| 1992 | Джон Шэнделмайер | Паксон, Аляска             | США    |
| 1993 | Чарли Боулдинг   | Мэнли-Хот-Спрингс, Аляска  | США    |
| 1994 | Лэйвен Барве     | Василла, Аляска            | США    |
| 1995 | Фрэнк Тёрнер     | Уайтхорс, Юкон             | Канада |
| 1996 | Джон Шэнделмайер | Паксон, Аляска             | США    |
| 1997 | Рик Макки        | Ненана, Аляска             | США    |
| 1998 | Брюс Ли          | Денали-Парк, Аляска        | США    |
| 1999 | Рами Брукс       | Фэрбанкс, Аляска           | США    |
| 2000 | Алий Зиркле      | Ту-Риверс, Аляска          | США    |
| 2001 | Тим Осмар        | Клам-Галч, Аляска          | США    |
| 2002 | Нанс Гатт        | Атлин, Британская Колумбия | Канада |
| 2003 | Нанс Гатт        | Атлин, Британская Колумбия | Канада |
| 2004 | Нанс Гатт        | Атлин, Британская Колумбия | Канада |
| 2005 | Лэнс Макки       | Фокс, Аляска               | США    |
| 2006 | Лэнс Макки       | Фокс, Аляска               | США    |
| 2007 | Лэнс Макки       | Фокс, Аляска               | США    |
| 2008 | Лэнс Макки       | Фокс, Аляска               | США    |
| 2009 | Себастьян Шнюлле | Уайтхорс, Юкон             | Канада |
| 2010 | Нанс Гатт        | Атлин, Британская Колумбия | Канада |